# Spazio Radio
Spazio Radio è una emittente radiofonica ambientalista e pacifista di Roma; è una delle pochissime emittenti della capitale che trasmette con continuità sin dagli albori del fenomeno delle radio libere degli anni settanta. La programmazione è essenzialmente incentrata sulle tematiche ambientaliste, pacifiste e del volontariato nonché su progetti di solidarietà internazionale. Le posizioni ambientaliste della radio si esprimono anche nella scelta di ridurre l'apporto di elettrosmog, trasmettendo a una potenza massima di 100 watt. Diffonde sui 92,900 MHz nell'area metropolitana di Roma.

## Storia
Nasce nel 1976 grazie alla passione per il mezzo radiofonico di due giovani studenti in elettronica. Dopo alcuni anni di pura sperimentazione tecnica, nel 1990 fa richiesta di concessione per la radiodiffusione a carattere commerciale che  giunge nel 1995.
Oscurata, successivamente al periodo del censimento delle emittenti radiotelevisive previsto dalla Legge 223/90 (cosiddetta Legge Mammì) a causa della sovrapposizione di un'altra radio, attende ancora oggi l'assegnazione di una frequenza alternativa per poter diffondere nella zona di Roma la propria programmazione senza disturbi.

## Palinsesto
Il palinsesto è costituito essenzialmente da una rotazione musicale jazz durante la quale si inseriscono notiziari, programmi e rubriche incentrate su vari temi. Durante gli spazi musicali vengono inseriti spot di utilità sociale